# Syrrhoe longifrons
Syrrhoe longifrons är en kräftdjursart som beskrevs av Robert Alan Shoemaker 1964. Syrrhoe longifrons ingår i släktet Syrrhoe och familjen Synopiidae. Inga underarter finns listade i Catalogue of Life.